# Scopula rostrilinea
Scopula rostrilinea là một loài bướm đêm trong họ Geometridae.